# Novi Motor
 Novi Motor  va ser un constructor estatunidenc de cotxes de competició.
Novi Motor va competir al campionat del món de la Fórmula 1 en 6 temporades, les dels anys 1951, 1952, 1953, 1956, 1957 i 1958.
Va disputar només la cursa del Gran Premi d'Indianapolis 500, no competint a cap més prova del campionat del món de la F1.

## Resultats a la F1
| Temporada | Pilot             | Classificació | Punts | Retirada    | Resultats |
| --------- | ----------------- | ------------- | ----- | ----------- | --------- |
| 1951      | Duke Nalon        | 10            |       | Retirat     | Resultats |
| 1951      | Chet Miller       | 25            |       | Encesa      | Resultats |
| 1952      | Duke Nalon        | 25            |       | Compressor  | Resultats |
| 1952      | Chet Miller       | 30            |       | Compressor  | Resultats |
| 1953      | Duke Nalon        | 11            |       | Accident    | Resultats |
| 1956      | Paul Russo        | 33            | 1     | Accident    | Resultats |
| 1957      | Paul Russo        | 4             | 3     | Va acabar   | Resultats |
| 1957      | Tony Bettenhausen | 15            |       | A 5 voltes  | Resultats |
| 1958      | Bill Cheesbourg   | 10            |       | Va acabar   | Resultats |
| 1958      | Paul Russo        | 18            |       | Accelerador | Resultats |